# Vol China Northern Airlines 6901
Le vol China Northern Airlines 6901 était un vol intérieur régulier, assuré par un McDonnell Douglas MD-82, qui reliait  l'Aéroport international de Pékin-Capitale à l'Aéroport international d'Ürümqi Diwopu, dans la province du Xinjiang, en Chine. 
Le 13 novembre 1993, il s'est écrasé dans un champ, lors de l'approche vers l'aéroport d'Ürümqi, faisant 12 morts et 60 blessés parmi les 102 passagers et membres d'équipage à bord. L'accident a été attribué à une erreur du pilote.

## Avion
L'appareil impliqué était un McDonnell Douglas MD-82, immatriculé B-2141. Il a été livré à China Northern Airlines en décembre 1991.

## Causes
Pendant l'approche finale vers la piste 25, le pilote automatique s'est automatiquement désactivé. Le commandant de bord procède alors à son réengagement, croyant qu'il serait toujours en mode Approche. Cependant, lorsqu'il est de nouveau activé, le pilote automatique passe en mode Vertical Speed, avec un taux de descente de 800 pieds par minute (243 m/min). L'incapacité de l'équipage à désengager le pilote automatique et à faire atterrir manuellement l'appareil a contribué à l'accident. 
Un autre facteur était le manque de maîtrise de l'anglais par les pilotes. Lorsque l'avertisseur de proximité du sol (GPWS) a émis une alarme sonore, le commandant de bord a demandé à son copilote ce que signifiaient « Pull up », ce à quoi le copilote a répondu qu'il l'ignorait. Par conséquent, les pilotes ont ignoré les avertissements et n'ont pas corrigé leur taux de descente trop excessif pour cette manœuvre. 
L'appareil a alors dépassé la piste 25, heurté un mur avec la partie arrière du fuselage. Le MD-82 a ensuite heurté des lignes électriques, puis s'est finalement écrasé dans un champ, à 3 km au delà du seuil de piste.